# Raito
Raito è una frazione di Vietri sul Mare, in Provincia di Salerno.

## Geografia fisica
La frazione è collocata su un'altura della costiera amalfitana.

## Economia

### Turismo
Diventato celebre perché la fiction televisiva "Capri" è stata "girata" nella villa Guariglia denominata "villa Isabella" .
Raito è famoso nel mondo per le caratteristiche "scale", che sono l'unico mezzo con il quale si può girare in paese. Infatti esso ha solo 2 strade, una in cima ed una in basso al paese, le quali sono ben collegate con le linee di autobus di Busitalia Campania.
Insieme a tutta la costiera amalfitana è considerato patrimonio mondiale dell'UNESCO.
Infine, il suo nome deriva dal latino "ragitus" che significa baciata dal sole, tanto grazie alla sua collocazione giacché il sole la "bacia" dal suo sorgere fino al tramonto. Raito gode di un panorama magnifico su tutto il golfo di Salerno e su Vietri sul mare, ed è considerato un paradiso naturale di salute collocato tra montagna e mare.

## Villa Guariglia

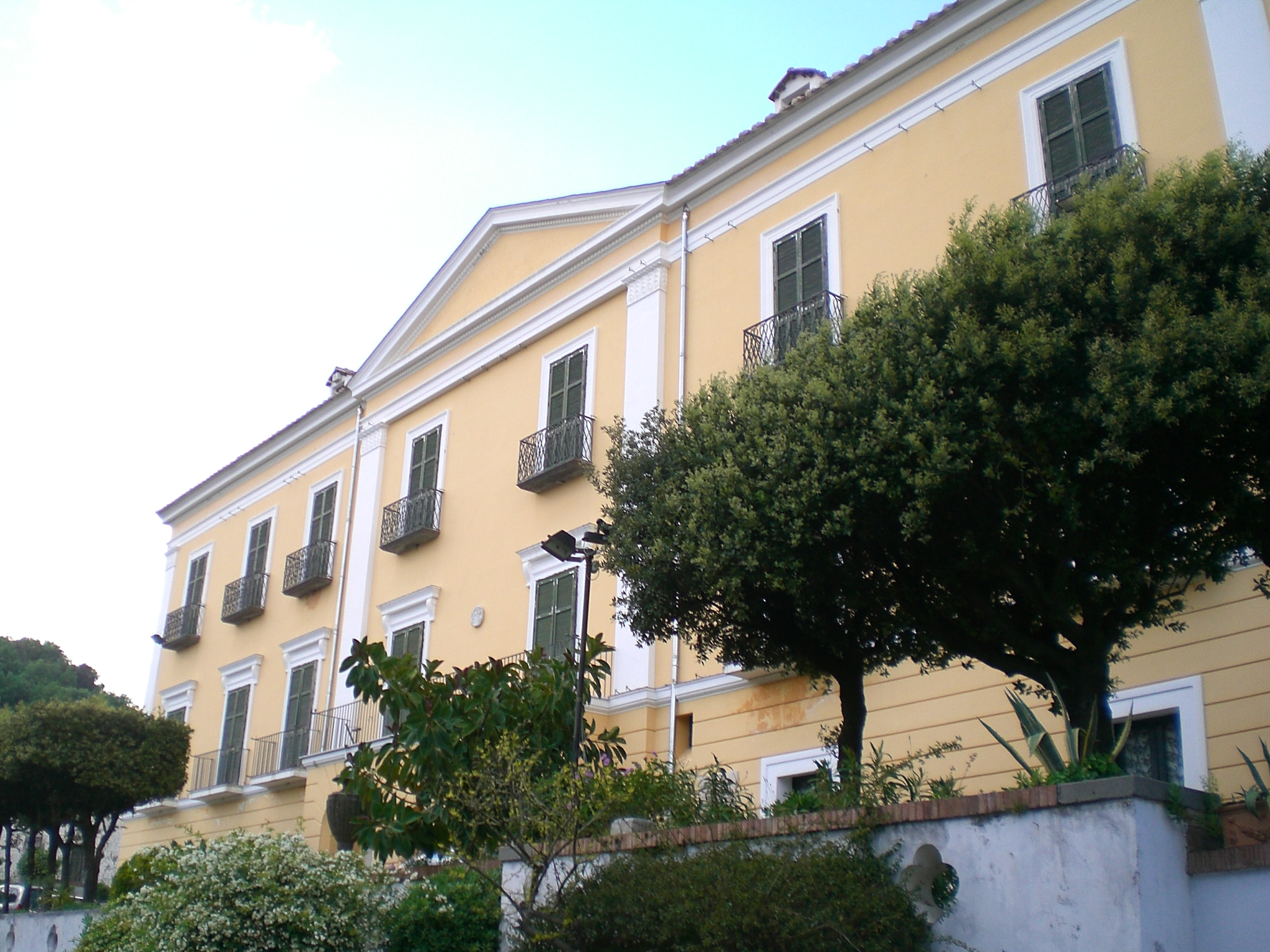
Villa Guariglia

È uno dei monumenti più importanti di Raito; prende il suo nome dall'antico nobile proprietario Raffaele Guariglia che lo donò all'Amministrazione Provinciale di Salerno per farne un Centro di Studi su sé stesso. Durante la seconda guerra mondiale fu residenza di Vittorio Emanuele III di Savoia. Dal 1970, anno della morte dell'ambasciatore, il Centro Studi “Raffaele Guariglia” ha richiamato prestigiosi studiosi come Raffaele Cantarella e Giovanni Pugliese Carratelli, ed altri ancora.
Oggi Villa Guariglia ospita il Museo provinciale della ceramica. Il percorso espositivo, che occupa la Torretta e il piano terra della stessa residenza, mostra i pezzi in ceramica più rappresentativi della produzione del territorio. Definito da molti come: "Un vero e proprio viaggio tra le opere ceramiche più belle". Si ricordino tra i pezzi in esposizione i lavori di Richard Dölker, Elle Schwarz (moglie di Dölker), Irene Kowaliska, Margarete Thewalt Hannash (detta anche Bab), Giovannino Carrano, Vincenzo Pinto, Giosuè Procida e Salvatore Procida, Guido Gambone e dei vietresi che riuscirono a portare avanti l'importante eredità dei loro predecessori.
Dall'8 marzo del 1999, al pianoterra della Villa, sono state esposte le collezioni private acquisite dal Settore Beni Culturali della Provincia di Salerno, il 6 luglio del 2001 è stato inaugurato un terzo settore dedicato alle "riggiole", (mattonelle utilizzate per il rivestimento pavimentale e parietale). La villa è circondata da un parco con tipica vegetazione mediterranea. Caratteristica è la sua conformazione a terrazzamenti. A far da sfondo il mare, i paesini arroccati sulle pareti dei Monti Lattari. Dalle terrazze si gode un suggestivo panorama. Convegni, mostre, concerti e spettacoli sono solo alcuni dei contenitori che riaccendono i riflettori su questo palazzo. Per la musica due sono gli eventi: il Concorso Pianistico Internazionale “Vietri sul Mare – Costa Amalfitana” con il relativo “Premio di Esecuzione Pianistica Antonio Napolitano” e i “Concerti d'estate a Villa Guariglia” finalizzati al turismo.

## Nella cultura di massa
- Villa Guariglia è Villa Isabella nella serie TV Capri.